# カラアカハラ
カラアカハラ（唐赤腹、学名： Turdus hortulorum）は、スズメ目ツグミ科に分類される鳥類の一種である。

## 分布
沿海州、中国東北部で繁殖し、冬季は中国南部からインドシナ北部へ渡り越冬する。
日本では数少ない旅鳥として主に日本海側の島嶼で記録される。本土での越冬記録もある。

## 形態
体長は 約23cm。雄は頭頂から背中、尾までの体の上面と翼が濃い青灰色で、胸と脇腹が橙色で、腹からの体の下面は白色。雌は頭部からの体の上面が灰褐色で、胸、脇上部に黒斑がある。

## 生態
平地の明るい林や草地に生息する。
地鳴きは「ヅイー　ヅイー」「シリリーッ」。